# Zosteraceae
Zosteraceae је фамилија вишегодишњих монокотиледоних биљака, које насељавају приобалне површине умерених и суптропских мора. Већина врста завршава целокупан животни циклус под водом, ради чега су присутне адаптације попут филаментозног полена и листова без стома.
Статус фамилије прихвата већина класификационих схема, а у APG II систему је укључена у ред Alismatales. Обухвата два-три рода са четрнаест врста. Филогенетски је сродна фамилији Potamogetonaceae